# Changqiao, Shanghai
Changqiao är ett stadsdelsdistrikt i Kina. Det ligger i Xuhui i storstadsområdet Shanghai, i den östra delen av landet, omkring 10 kilometer söder om den centrala stadskärnan. Antalet invånare är 118 872. Befolkningen består av 59 100 kvinnor och 59 772 män. Barn under 15 år utgör 7,0 %, vuxna 15-64 år 79 %, och äldre över 65 år 12,0 %.